# 589944 Suhua
589944 Suhua este o planetă minoră (asteroid) din centura de asteroizi. A fost descoperită pe 26 noiembrie 2010 la  de . 
Obiectul prezintă o orbită caracterizată de o semiaxă mare de 3,1663687179371 UAi, o excentricitate de 0,092120800291182, o înclinație de 14,520757387734 ° în raport cu ecliptica.